# Ma Rainey's Black Bottom
Ma Rainey's Black Bottom is een Amerikaanse dramafilm uit 2020 onder regie van George C. Wolfe. Het is een verfilming van August Wilsons gelijknamig toneelstuk over blueszangeres Ma Rainey. De hoofdrollen worden vertolkt door Viola Davis, Chadwick Boseman, Glynn Turman, Colman Domingo en Michael Potts.

## Verhaal
In het Chicago van 1927 wordt blueszangeres Ma Rainey tijdens de opnames van een nieuw album geconfronteerd met spanningen tussen haar bandleden en strubbelingen met de blanke muziekproducenten.

## Rolverdeling
| Acteur           | Personage  |
| ---------------- | ---------- |
| Viola Davis      | Ma Rainey  |
| Chadwick Boseman | Levee      |
| Glynn Turman     | Toledo     |
| Colman Domingo   | Cutler     |
| Michael Potts    | Slow Drag  |
| Taylour Paige    | Dussie Mae |
| Jonny Coyne      | Sturdyvant |
| Joshua Harto     | Politieman |
| Jeremy Shamos    | Irvin      |
| Dusan Brown      | Sylvester  |

## Productie
Tussen 1982 en 2005 schreef August Wilson de Century Cycle, een reeks van tien toneelstukken over de Afro-Amerikaanse gemeenschap waarin thema's als racisme, familie en de dagelijkse strijd van de arme arbeidersklasse centraal stonden. Acteur Denzel Washington, die in 2010 samen met Viola Davis in een Broadway-opvoering van Wilsons toneelstuk Fences (1985) had meegespeeld, verklaarde in 2015 dat hij de rechten op de Century Cycle verworven had en plannen had om de tien toneelstukken te verfilmen. Voor de eerste verfilming uit de reeks, Fences (2016), werkte Washington samen met Paramount Pictures. Voor de overige negen films sloot hij een deal met betaalzender HBO.
In juni 2019 raakte bekend dat streamingdienst Netflix de deal van HBO had overgenomen en werd met Ma Rainey's Black Bottom de tweede verfilming uit de Century Cycle aangekondigd. Viola Davis, die eerder ook al een hoofdrol in de verfilming van Fences had gespeeld, werd gecast als blueszangeres Ma Rainey en George C. Wolfe werd aangekondigd als regisseur. De opnames gingen in juli 2019 van start in Pittsburgh, dat voor de film werd omgevormd tot het Chicago van 1927, en eindigden in augustus 2019. Omdat de echte Ma Rainey zo'n 136 kg woog, besloot Davis voor de rol niet alleen te verdikken, maar ook outfits met vulling te dragen.

## Release en ontvangst
Ma Rainey's Black Bottom ging op 25 november 2020 in première in een select aantal Amerikaanse bioscopen. De Netflix-release volgde op 18 december 2020.
De film kreeg overwegend positieve recensies van de Amerikaanse filmpers. Op Rotten Tomatoes heeft Ma Rainey's Black Bottom een waarde van 99% en een gemiddelde score van 8,2/10, gebaseerd op 189 recensies. Op Metacritic heeft de film een gemiddelde score van 88/100, gebaseerd op 40 recensies.

## Prijzen en nominaties
| Jaar | Prijs                     | Categorie                | Genomineerde(n)                            | Uitslag     |
| ---- | ------------------------- | ------------------------ | ------------------------------------------ | ----------- |
| 2021 | Golden Globes             | Beste acteur (drama)     | Chadwick Boseman                           | Gewonnen    |
| 2021 | Golden Globes             | Beste actrice (drama)    | Viola Davis                                | Genomineerd |
| 2021 | Critics' Choice Awards    | Beste film               | Beste film                                 | Genomineerd |
| 2021 | Critics' Choice Awards    | Beste acteur             | Chadwick Boseman                           | Gewonnen    |
| 2021 | Critics' Choice Awards    | Beste actrice            | Viola Davis                                | Genomineerd |
| 2021 | Critics' Choice Awards    | Beste acteerensemble     | Beste acteerensemble                       | Genomineerd |
| 2021 | Critics' Choice Awards    | Beste bewerkte scenario  | Ruben Santiago-Hudson                      | Genomineerd |
| 2021 | Critics' Choice Awards    | Beste productieontwerp   | Mark Ricker, Karen O'Hara, Diana Stoughton | Genomineerd |
| 2021 | Critics' Choice Awards    | Beste kostuumontwerp     | Ann Roth                                   | Gewonnen    |
| 2021 | Critics' Choice Awards    | Beste grime en haarstijl | Beste grime en haarstijl                   | Gewonnen    |
| 2021 | BAFTA Awards              | Beste acteur             | Chadwick Boseman                           | Genomineerd |
| 2021 | BAFTA Awards              | Beste kostuumontwerp     | Beste kostuumontwerp                       | Gewonnen    |
| 2021 | BAFTA Awards              | Beste grime en haarstijl | Beste grime en haarstijl                   | Gewonnen    |
| 2021 | Independent Spirit Awards | Beste film               | Beste film                                 | Genomineerd |
| 2021 | Independent Spirit Awards | Beste acteur             | Chadwick Boseman                           | Genomineerd |
| 2021 | Independent Spirit Awards | Beste actrice            | Viola Davis                                | Genomineerd |
| 2021 | Independent Spirit Awards | Beste mannelijke bijrol  | Colman Domingo                             | Genomineerd |
| 2021 | Independent Spirit Awards | Beste mannelijke bijrol  | Glynn Turman                               | Genomineerd |
| 2021 | Academy Awards            | Beste acteur             | Chadwick Boseman                           | Genomineerd |
| 2021 | Academy Awards            | Beste actrice            | Viola Davis                                | Genomineerd |
| 2021 | Academy Awards            | Beste kostuumontwerp     | Beste kostuumontwerp                       | Gewonnen    |
| 2021 | Academy Awards            | Beste productieontwerp   | Beste productieontwerp                     | Genomineerd |
| 2021 | Academy Awards            | Beste grime en haarstijl | Beste grime en haarstijl                   | Gewonnen    |